# 블루 오이스터 컬트
블루 오이스터 컬트(Blue Öyster Cult)는 1967년 뉴욕주 스토니브룩에서 결성된 미국의 록 밴드이며, 〈(Don't Fear) The Reaper〉, 〈Burnin' for You〉, 〈Godzilla〉로 잘 알려져 있다. 그들은 미국에서만 7백만 장의 음반을 포함하여 전세계적으로 2천5백만 장의 음반을 팔았다. 이 밴드의 뮤직 비디오, 특히 〈Burnin' for You〉는 1981년 뮤직 텔레비전 네트워크가 초연되었을 때 MTV에서 큰 로테이션을 받았으며, 현대 대중 문화에서 뮤직 비디오의 발전과 성공에 대한 밴드의 공헌을 확고히 했다.
블루 오이스터 컬트의 가장 오래 지속되며 상업적으로 가장 성공한 라인업으로는 벅 드하마(리드 기타, 보컬), 에릭 블룸(리드 보컬, 리듬 기타), 앨런 래니어(키보드, 리듬 기타, 백 보컬), 조 부샤드(베이스, 보컬), 앨버트 부샤드(드럼, 퍼커션, 보컬) 등이 있다. 이 밴드의 현재 라인업에는 대니 미란다(베이스, 백 보컬), 리치 카스텔라노(키보드, 리듬 기타, 백 보컬), 줄스 라디노(드럼, 퍼커션) 외에도 블룸과 로저가 여전히 포함되어 있다. 이 밴드의 매니저인 샌디 펄먼과 록 비평가인 리처드 멜처의 듀오는 또한 스토니브룩 대학교에서 만났으며, 이 밴드의 많은 가사를 쓰는 데 중요한 역할을 했다.

## 음악 스타일
블루 오이스터 컬트는 헤비 메탈, 사이키델릭 록, 오컬트 록, 바이커 부기, 애시드 록, 프로그레시브 록으로 표현된 하드 록 밴드이다. 그들은 또한 스토너 메탈과 스피드 메탈과 같은 선구적인 장르를 돕는 것으로 인정받았다. 밴드는 특정 음반에 대한 추가 장르를 실험하기도 했다. 그 예로는 《Mirrors》(1979년)가 있다.
이 밴드는 앨리스 쿠퍼, 그레이트풀 데드, 도어스, 제퍼슨 에어플레인, MC5, 블루스 프로젝트, 지미 헨드릭스, 블랙 사바스 같은 아티스트들의 영향을 받았다.
블루 오이스터 컬트는 헤비한 록로 유명한 반면, 그들은 종종 그들만의 혀로 볼링하는 스타일을 추가하곤 했다. 그들의 이미지를 따라, 밴드는 종종 그들의 노래에 미묘한 의미를 부여하면서 펄먼의 《The Soft Doctrines of Imaginos》의 맥락 밖의 단편들을 가사에 포함시켰다. 게다가, 밴드는 그들의 음악에 삽입하기 위해 멜처와 펄먼의 단어 조합의 폴더를 보관할 것이다.

## 음반 목록
스튜디오 음반
- Blue Öyster Cult (1972년)
- Tyranny and Mutation (1973년)
- Secret Treaties (1974년)
- Agents of Fortune (1976년)
- Spectres (1977년)
- Mirrors (1979년)
- Cultösaurus Erectus (1980년)
- Fire of Unknown Origin (1981년)
- The Revölution by Night (1983년)
- Club Ninja (1985년)
- Imaginos (1988년)
- Cult Classic (1994년)
- Heaven Forbid (1998년)
- Curse of the Hidden Mirror (2001년)
- The Symbol Remains (2020년)